# 第六代貝德福德公爵約翰·羅素
約翰·羅素（英語：John Russell，1766年7月6日—1839年10月20日），第六代貝德福德公爵，1806年至1807年間擔任愛爾蘭總督。

## 家庭
1786年，約翰與喬治亞娜·比恩（Georgiana Byng）結婚，兩人共有三個兒子：
1. 法蘭西斯（1788年—1861年），第七代貝德福德公爵
2. 喬治（英语：Lord George Russell）（1790年—1846年）
3. 約翰（1792年—1878年），英國首相

喬治亞娜·比恩於1801年去世。1803年，約翰與喬治亞娜·戈登結婚，兩人共有3子2女：
1. 懷奧斯禮（英语：Lord Wriothesley Russell）（1804年—1886年）
2. 愛德華（英语：Lord Edward Russell）（1805年—1887年）
3. 查爾斯（英语：Lord Charles Russell）（1807年—1894年）
4. 喬治亞娜（1810年—1867年）
5. 路易莎（英语：Louisa Hamilton, Duchess of Abercorn）（1812年—1905年），阿伯康公爵夫人